# Костештиј дин Деал (Дамбовица)
Костештиј дин Деал (рум. Costeștii din Deal) насеље је у Румунији у округу Дамбовица у општини Продулешти. Oпштина се налази на надморској висини од 169 m.

## Становништво
Према подацима из 2002. године у насељу је живело 1027 становника.

### Попис2002.
| Расподела становништва по националности 2002.‍ | Расподела становништва по националности 2002.‍ | Расподела становништва по националности 2002.‍ | Расподела становништва по националности 2002.‍ | Расподела становништва по националности 2002.‍ |
| --------------------------------------------- | --------------------------------------------- | --------------------------------------------- | --------------------------------------------- | --------------------------------------------- |
|                                               |                                               |                                               |                                               |                                               |
| Румуни                                        | Румуни                                        |                                               | 984                                           | 95,9%                                         |
| Роми                                          | Роми                                          |                                               | 42                                            | 4,1%                                          |